# Ercheia periploca
Ercheia periploca là một loài bướm đêm trong họ Noctuidae.